# Успенский костёл (Кельме)
Костёл Успения Пресвятой Богородицы (Костёл Вознесения Пресвятой Девы Марии, лит. Švč. Mergelės Marijos Ėmimo į dangų bažnyčia) — католический храм в городе Кельме, Литва.
В 1416 году в Кельме князь Витовт основал приход и построил церковь. Второй храм был построен в 1484 году. Альберт Груздавичюс в 1512 году предоставил храму алтарь. В 1581 году Котарскис, назначенный пастором, перешёл к реформаторству, после чего церковь стала евангелической. В 1606 году было возбуждено дело о возвращении церкви католикам. В 1608 году храм снова стал католическим, в 1613 году сгорел, в 1672 и в 1745 годах соответственно перестроен. В 1820 году к приходу относились населённые пункты Дикшяй, Кушлейкяй, Норкяй, Суткяй и Толишяй.
В 1900 году был утверждён проект современной кирпичной церкви архитектора Ю. П. Дзеконского. В 1901 году деревянный храм был снесён, службы перенесли в церковь Святой Анны в Верпяне. В 1901 году был освящён фундамент будущего храма. Руководил работами русский архитектор Николай Андреев. Строительство завершилось в 1908 году.
Церковь неоготическая, в плане латинского креста, с трёхстенной апсидой и высокой фасадной башней. Внутри 3 нефа, разделенных колоннами. Храм окружён кирпичной оградой с арочными воротами.

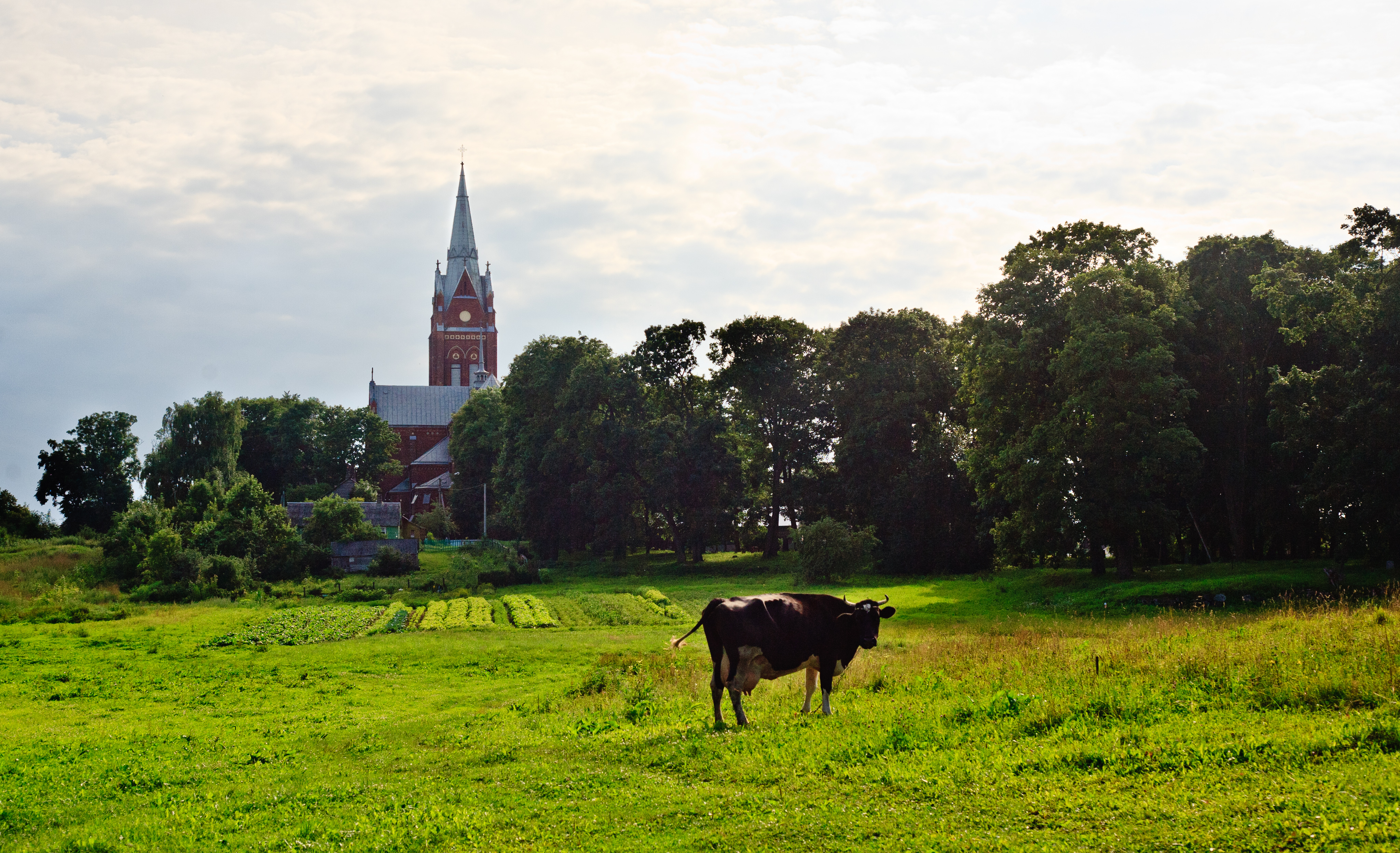
Вид на костел со стороны поля
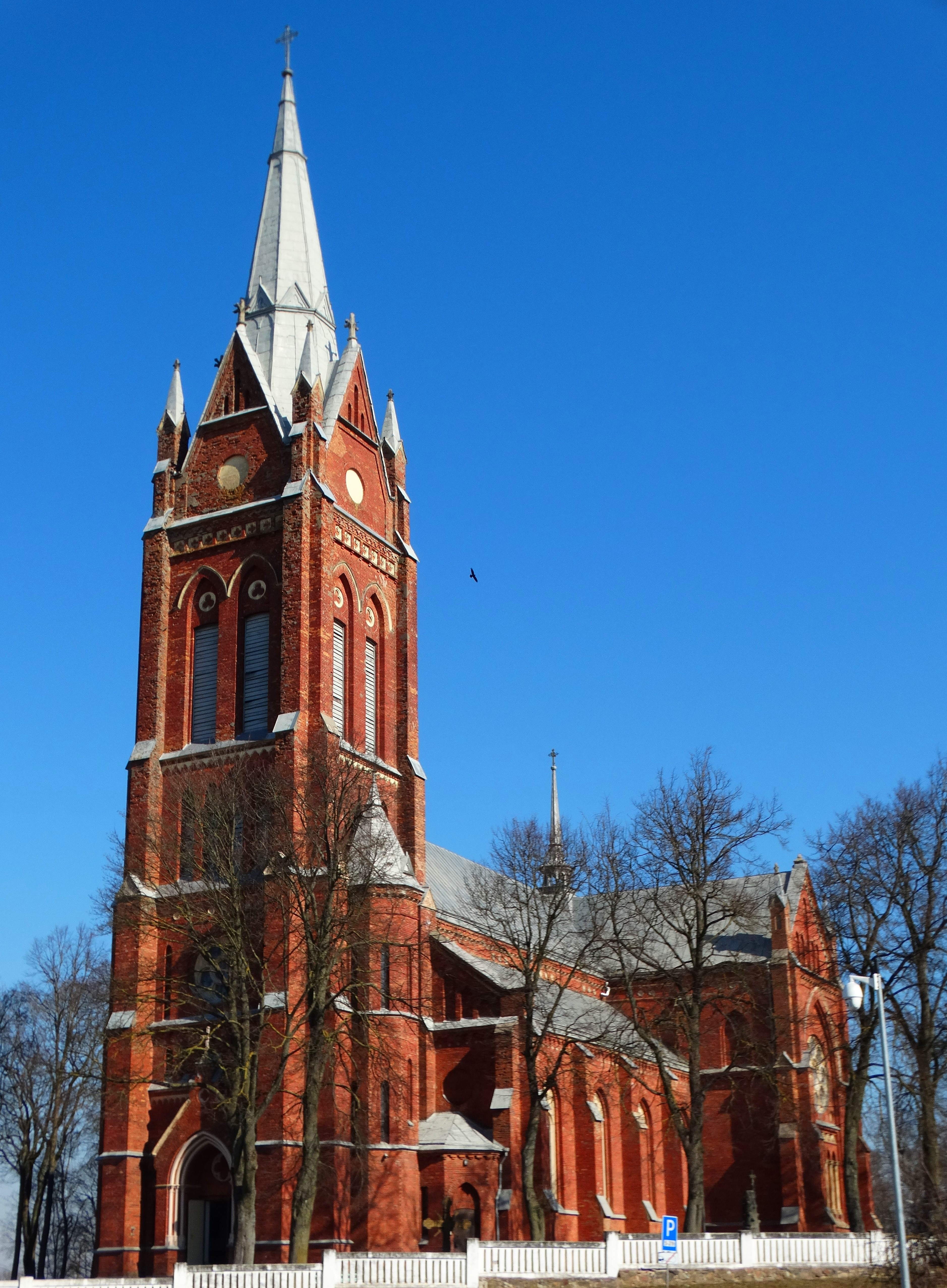
Храм в 2015 году